# ГЕС Sōngshānhékǒu
ГЕС Sōngshānhékǒu (松山河口水电站) — гідроелектростанція на півдні Китаю у провінції Юньнань. Знаходячись після ГЕС Sujiahekou, становить нижній ступінь каскаду в середній течії річки Binglang, правій притоці Daying, котра, своєю чергою, є лівою притокою Іраваді (протікаюча майже виключно у М'янмі одна з найбільших річок Південно-Східної Азії, яка впадає кількома рукавами до Андаманського моря та Бенгальської затоки). При цьому в нижній течії Binglang також створений каскад із чотирьох гідроелектростанцій.
У межах проєкту річку перекрили бетонною гравітаційною греблею висотою 38 метрів, довжиною 139 метрів та товщиною по гребеню 4 метри. Вона утримує невелике водосховище з об'ємом 630 тис. м3 (з них «мертвий» об'єм 275 тис. м3), у якому припустиме коливання рівня поверхні під час операційної діяльності між позначками 1238 та 1243 метри НРМ.
Зі сховища під лівобережним масивом прокладений дериваційний тунель, котрий подає воду до розташованого за 5 км наземного машинного залу. Основне обладнання станції становлять три турбіни потужністю по 56 МВт, які забезпечують виробництво 689 млн кВт·год електроенергії на рік.